# Hierodula sorongana
Hierodula sorongana es una especie de mantis de la familia Mantidae. Incluye las siguientes subespecies:
- Hierodula sorongana sorongana
- Hierodula sorongana squalida

## Distribución geográfica
Se encuentra en Nueva Guinea.